# سیارک ۷۲۰۴۲
سیارک ۷۲۰۴۲ (به انگلیسی: 72042 Dequeiroz، نامگذاری:2000YA1) هفتاد و دو هزار و چهل و دومین سیارک کشف شده‌است که در ۱۷ دسامبر ۲۰۰۰ کشف شد.